# Peter Criss
Peter Criss (Brooklyn, 1945. december 20. –) amerikai rockdobos, a KISS zenekar tagja, ahol nemcsak dobol de itt-ott énekel is. Alkoholproblémái miatt hol kikerült, hol visszakerült a csapatba, és szólómunkáival sosem tudta még csak megközelíteni sem azt a sikert, amit a csapatával elért. A csapatban ő használja a macska karakterű maszkot. 1973–1980 majd 1996–2001 és 2002–2004 között volt a KISS tagja. Egyedi játéka legalább olyan fontos része volt a csapatnak, mint Gene Simmons hosszú nyelve, Paul Stanley zseniális színpadi jelenléte vagy Ace Frehley füstölő gitárja.

## Diszkográfia

### Chelsea
- Chelsea (1970)

### Kiss
- Kiss (February 18, 1974)
- Hotter Than Hell (October 22, 1974)
- Dressed to Kill (March 19, 1975)
- Alive! (September 10, 1975)
- Destroyer (March 15, 1976)
- Rock and Roll Over (November 11, 1976)
- Love Gun (June 30, 1977)
- Alive II (November 29, 1977)
- Dynasty (May 23, 1979)[1]
- Unmasked (May 20, 1980) (credited in the album liner notes, but does not appear)
- Kiss Unplugged (March 12, 1996)
- Psycho Circus (September 22, 1998)[2]
- Kiss Symphony: Alive IV (July 22, 2003)
- Kiss Alive! 1975–2000 (November 21, 2006)

### Szóló
- Peter Criss (Szeptember 18, 1978)
- Out of Control (Szeptember 1980)
- Let Me Rock You (Május 1982)
- Cat 1 (Augusztus 16, 1994)
- One for All (Július 24, 2007)